# Nikita Stal'nov
Nikita Serikovič Stal'nov (in russo Никита Серикович Стальнов?; Astana, 14 settembre 1991) è un ex ciclista su strada kazako, professionista dal 2017 al 2021. Pur non avendo colto alcun successo da pro, il suo piazzamento più importante è il secondo posto nella 4ª tappa della Vuelta a España 2018, con arrivo ad Alfacar.

## Palmarès
- 2012 (dilettanti)

2ª tappa La Tropicale Amissa Bongo (Lambarene > Ndjolé)

### Altri successi
- 2012 (dilettanti)

Classifica generale La Tropicale Amissa Bongo
Classifica scalatori Tour de Bulgarie
- 2015 (dilettanti)

Classifica scalatori East Bohemia Tour

## Piazzamenti

### Grandi Giri
- Vuelta a España

2017: 145º
2018: 104º

### Classiche monumento
- Liegi-Bastogne-Liegi

2017: ritirato
- Giro di Lombardia

2018: ritirato

### Competizioni mondiali
Campionati del mondo
Innsbruck 2018 - In linea Elite: ritirato